# Caixa de direção (ciclismo)

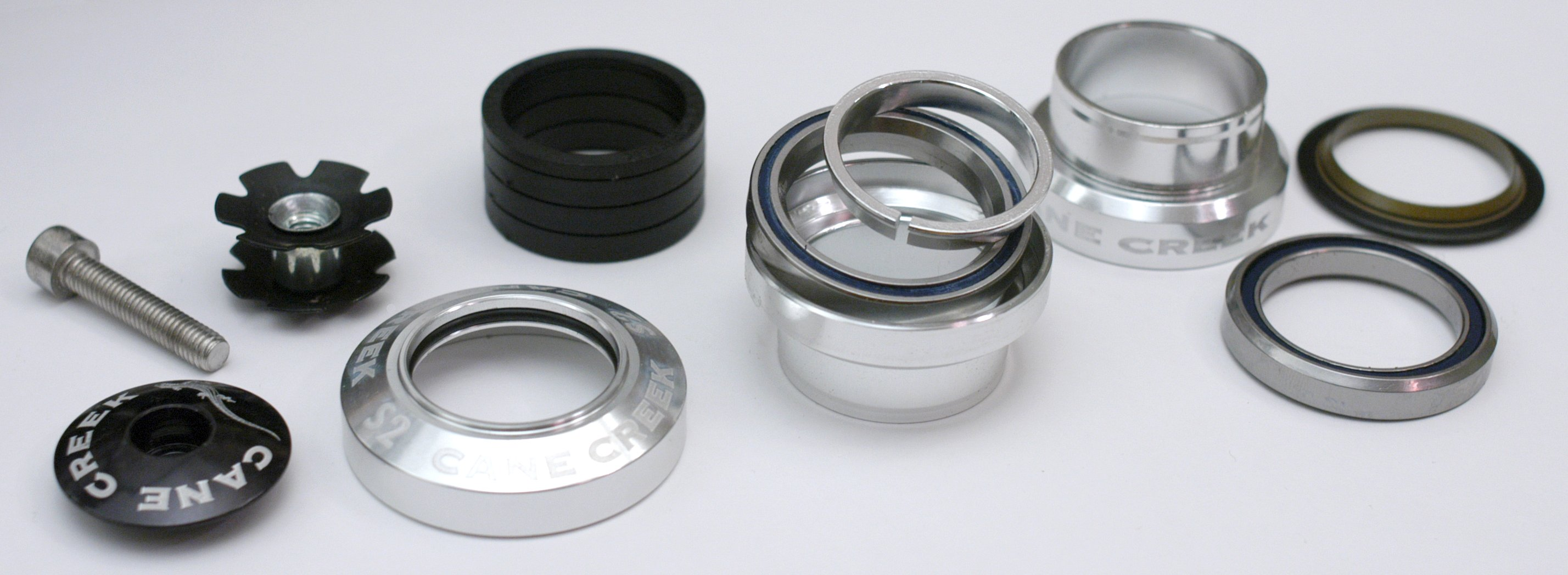
Partes de uma caixa de direção sem rosca, antes da instalação.

Em uma bicicleta, a caixa de direção é o conjunto de componentes miúdos que fornece uma interface de rotação entre o garfo e o quadro. Um modelo típico consiste de dois copos de rolamento que são pressionados contra os terminais superior e inferior do "tubo da caixa de direção" — que num quadro de bicicleta é o tubo que acomoda a caixa de direção, como se pode deduzir do nome. Dentro dos copos, esferas proporcionam um baixo atrito na direção da bicicleta.

## Tipos
- Com rosca
- Sem rosca
- Integrada
- Interna ou semi-integrada
- Com ângulo ajustável